# Душан Ивковић
Душан Ивковић (Београд, 29. октобар 1943 — Београд, 16. септембар 2021) био је југословенски кошаркаш и српски кошаркашки тренер. Ивковић је један од најуспешнијих европских тренера свих времена. Од 2008. до 2013. био је селектор репрезентације Србије. Био је председник Спортског друштва Раднички.
Ивковић је најуспешнији селектор Кошаркашке репрезентације Југославије на Европским првенствима. Водио је репрезентацију на три континентална првенства и на сва три освојио златну медаљу Загреб 1989, Рим 1991 и Атина 1995. На та три првенства репрезентација је одиграла 19 утакмица и свих 19 победила.
У јануару 2008. је изабран за селектора кошаркашке репрезентације Србије за период од наредне четири године. На Европском првенству 2009. у Пољској, репрезентације Србије је под Ивковићевим вођством, освојила сребрну медаљу, а на Светском првенству 2010. је заузела четврто место.
Почетком јула 2016. саопштио је да завршава тренерску каријеру. Ревијални опроштајни меч је водио 20. септембра 2017. у Атини против Олимпијакоса.
У јесен 2017. године уврштен је као тренер у кошаркашку Кућу славних ФИБА.
Крајем 2020. године по први пут је био номинован, од стране Међународног комитета, као кандидат за класу 2021. Нејсмитове Кошаркашке Куће славних, али није био изабран. Наредне две године је постхумно био кандидат, без навођења у ком својству, а затим га је Међународни комитет, као кандидата за класу 2024. и 2025., из непознатих разлога, номиновао као играча!

## Биографија
Душан Ивковић је рођен у Београду 29. октобра 1943. Родитељи су му били Петар, доктор правних наука, и Бранка, професорка француског и латинског језика. Његов старији брат је био кошаркаш Слободан Пива Ивковић. Ивковић је рођак Николе Тесле, пошто је Теслина мајка Георгина Тесла сестра Ивковићевог прадеде Тривуна Мандића, оца његове бабе Олге.
Завршио је студије геологије на Рударско-геолошком факултету у Београду. Женио се два пута, има синове Петра и Павла.

## Каријера

### Играчка каријера
Душан Ивковић је своју целу играчку каријеру, од 1958. до 1968. провео у Радничком, који се тада такмичио у првој лиги Југославије.

### Тренерска каријера
Ивковићев први први тренерски посао био са јуниорима Радничког, који је прихватио на наговор свог првог тренера Боре Ценића. Са јуниорима Радничког освојио је првенство Југославије.
Ивковић је преузео Партизан у сезони 1978 и водио га две сезоне. Већ прве сезоне 1978/1979. Ивковић је са Партизаном освојио првенство Југославије, Куп Југославије и Куп Радивоја Кораћа.
Тренерску каријеру наставио је у грчком Арису. У Југославију вратио 1982. преузевши првим тим Радничког, а затим је водио Шибенку у периоду од 1984. до 1987. године. Био је помоћник селектора репрезентације Југославије Крешимира Ћосића на Светском првенству 1986. и Европском првенству 1987. у Атини.
Од 1987. три сезоне провео је на клупи Војводине. Ивковић је наследио Ћосића на месту селектора Југославије и са њом освојио сребрну медаљу на Олимпијским играма 1988. у Сеулу. и златне медаље на Европском првенству 1989. у Загребу, Светском првенству 1990. у Аргентини и Европском првенству 1991. у Риму.
После три године у Војводини, постао је тренер ПАОК-а. У међувремену се распала Југославија, а репрезентацији Савезне Републике Југославије је било онемогућено да се такмичи од 1992. до 1995. У овом клубу је био до 1994. када преузима Паниониос који је водио две сезоне. Године 1996. позвали су га челници великог Олимпијакоса па је до 1999. био шеф њиховог стручног штаба, да би од тог лета до 2001. водио АЕК из Атине.
Од 2002. до 2007. је радио у главном граду Русије, Москви. Прве три сезоне је провео у ЦСКА а друге две у Динаму. Након тога се вратио у репрезентативну кошарку и од 2008. до 2013. је водио репрезентацију Србије. Од 2010. до 2012. је по други пут водио Олимпијакос и са њима је освојио Евролигу у сезони 2011/12.
У лето 2014. постао је тренер турског Анадолу Ефеса. Са њима је остао до априла 2016. када је добио отказ. У сезони 2014/15. са екипом Ефеса је освојио национални куп, али изостао је главни трофеј - титула првака Турске, док је у Евролиги екипа елиминисана у четвртфиналу од будућег шампиона Реала 3-1 у серији. У сезони 2015/16. освојен је Куп председника, како је назив за тамошњи Суперкуп, али Ефес није одбранио Куп Турске, док је у Евролиги стао у топ 16 фази.
У јулу 2016. објавио је да завршава своју тренерску каријеру.
После опроштајне утакмице у Атини, у децембру 2017. магазин „Недељник” прогласио га је за личност године.

## Смрт
Преминуо је 16. септембра 2021. године у болници у Београду. Сахрањен је 21. септембра 2021. године на Новом гробљу у Београду.

## Репрезентативни трофеји
- Европско првенство

злато : 1989, 1991, 1995
сребро : 2009
- Светско првенство

злато : 1990
- Олимпијске игре

сребро : 1988
- Универзијада

злато : 1987

## Клупски трофеји

### Европска такмичења
- 1979 - Освајач Купа Радивоја Кораћа са Партизаном
- 1994 - Освајач Куп Радивоја Кораћа са ПАОК-ом
- 1997 - Првак Евролиге са Олимпијакосом.
- 2000 - Освајач Купа Рајмунда Сапорте са АЕК-ом
- 2006 - Освајач УЛЕБ купа са Динамом Москва
- 2012 - Првак Евролиге са Олимпијакосом.

### Национална првенства
- 1979 - Првак Југославије са Партизаном
- 1992 - Првак Грчке са ПАОК-ом
- 1997 - Првак Грчке са Олимпијакосом
- 2003 - Првак Русије са ЦСКА Москва
- 2004 - Првак Русије са ЦСКА Москва
- 2005 - Првак Русије са ЦСКА Москва
- 2012 - Првак Грчке са Олимпијакосом

### Национални купови
- 1979 - Освајач Купа Југославије са Партизаном
- 1997 - Освајач Купа Грчке са Олимпијакосом
- 2000 - Освајач Купа Грчке са АЕК-ом
- 2001 - Освајач Купа Грчке са АЕК-ом
- 2005 - Освајач Купа Русије са ЦСКА Москва
- 2011 - Освајач Купа Грчке са Олимпијакосом
- 2015 - Освајач Купа Турске са Анадолу Ефесом
- 2015 - Освајач Суперкупа Турске са Анадолу Ефесом

## Награде
- 2012 - Награда „Александар Гомељски“ за најбољег тренера Евролиге у сезони 2011/12. У овој сезони Душан Ивковић је као тренер Олимпијакоса освојио Евролигу и првенство Грчке.[16]